# AJ Lee
April Jeanette "AJ" Brooks (născută Mendez; n. 19 martie 1987) este o luptătoare de wrestling americană retrasă, cunoscută pentru activitatea ei din WWE sub numele de ring AJ Lee. 
Născută și crescută în New Jersey, Mendez a debutat în wrestling-ul profesionist într-o promoție independentă, în anul 2007, sub numele de ring Miss April. Ea a semnat un contract cu WWE în 2009 și a petrecut doi ani în cadrul filialei sale de dezvoltare, Florida Championship Wrestling. A participat la cel de-al treilea sezon NXT, în 2010, plasându-se a treia în competiție, iar mai apoi a fost promovată la roster-ul principal. În 2012, s-a făcut remarcată datorită storyline-urilor sale în care era portretizată ca fiind "instabilă" din punct de vedere psihic. Câteva dintre aceste scenarii includ relațiile sale sentimentale și titlul de Manager General al Raw. Ulterior, ea a câștigat titlul de Divas Championship de trei ori, cu un record total de 406 zile. Totodată, a câștigat titlul Slammy Award pentru Diva of the Year în 2012 și 2014, fiind votată Woman of the Year de către cititorii Pro Wrestling Illustrated în perioada 2012 - 2014. Și-a încheiat cariera în wrestling în anul 2015. 
De când a renunțat la cariera sa în wrestling, Mendez și-a focusat atenția asupra scrisului. În 2017, a publicat un jurnal de memorii, Crazy Is My Superpower Arhivat în 20 iunie 2018, la Wayback Machine., care a devenit un New York Times Best Seller.
Aj Lee va rămâne mereu în inimile fanilor.